# دوبراوا (باشقیرستان)
دوبراوا (انگلیسی: Dubrava, Republic of Bashkortostan) یک شهرک در شهرستان اوفیمسکی استان باشقیرستان کشور روسیه است.